# Miliusa zeylanica
Miliusa zeylanica là một loài thực vật thuộc họ Annonaceae. Đây là loài đặc hữu của Sri Lanka.